# Lidj Iyassou
Cette page contient des caractères éthiopiques. En cas de problème, consultez Aide:Unicode ou testez votre navigateur.
Lidj Iyassou (3 février 1897 - novembre 1935), de son nom de baptême Kifle Yaqob (amharique : ክፍለ ያዕቆብ kəflä y’aqob), fut le successeur non couronné de l'empereur d'Éthiopie Menelik II du 12 décembre 1913 au 27 septembre 1916.

## Biographie

### Jeunesse
Il est né le 3 février 1897 (27 ter 1890 EC) à Dessie. Il est le fils du ras Mikaél et de Säwaräga, deuxième fille du négus Menelik II. Sa mère meurt peu après sa naissance, et il est élevé à côté d'Ankober. Il est amené à Addis-Abeba en 1904, à 7 ans.

### Régence et règne.
Il est désigné comme héritier dès 1908, position confirmée par un décret de Menelik en 1909. Après plusieurs attaques cérébrales, Menelik est hors d’état de gouverner à partir du 27 octobre 1909. Comme Iyasou est mineur, après une période de flottement au cours de laquelle Taïtou, épouse de Ménélik, tente d'exercer un contre-pouvoir, la régence est exercée par le ras bitwäddäd Tässämma du 28 mars 1910 jusqu'à la mort subite de ce dernier le 10 avril 1911. Si Iyassou s'engage alors à suivre l'avis du conseil des Ministres, il refuse qu'on lui nomme un nouveau tuteur et il exerce donc de fait le pouvoir absolu à partir de cette date.
Après la mort officielle de Menelik en décembre 1913, les grands de l'empire lui prêtent serment de fidélité en janvier 1914. Cependant, comme le sacre ne peut avoir lieu qu'à sa majorité à 18 ans, il n'est pas officiellement couronné. C'est la raison pour laquelle il continue d'être simplement appelé Lidj Iyassou, la tradition voulant qu'un souverain éthiopien adopte un nom de règne au moment de son couronnement. Jusqu'à sa déposition en 1916, l'autorité suprême de l'Empire, dépourvue de l'élément sacral, ne reposera que sur le serment de fidélité à Ménélik, qui passe toujours pour un devoir.
Iyasou entreprend d'adapter le système institutionnel pour conforter son autorité et l'unité du pays, toujours menacée. Il tente d'intégrer politiquement les groupes dominés, en particulier musulmans (Harar, Afars, Somalis…), du royaume. Ce faisant, il se confronte aux élites chrétiennes en place, notamment à Harar. Son rapprochement avec la Triplice durant la Première Guerre mondiale lui vaut la défiance des Alliés (Royaume-Uni, France, Italie), qui se sont partagé des zones d'influence en Éthiopie par l'accord tripartite de décembre 1906.
Le 27 septembre 1916, jour de la grande fête chrétienne de Mesqel, alors qu'Iyasou est à Harar, l'abouna Mattewos l'excommunie pour apostasie. Son père est battu à la bataille de Sagäle en octobre 1916, et fait emprisonné jusqu'à sa mort en 1918. Iyasou vit caché jusqu'à son arrestation en janvier 1921. Il est assassiné sans doute en novembre 1935.
Après sa destitution, sa tante Zewditou est couronnée impératrice, ouvrant la porte à l'accession au trône du ras Tafari Makonnen, qui devient Haïlé Sélassié Ier en 1930.

### Vie après sa déposition.
Pendant la Première Guerre mondiale, Lidj Iyasou invite Mazhar Bey, consul général de Turquie à Harar, à s'installer à Addis Abeba, ce qui pourrait révéler une tentative de rapprochement avec la Turquie. D'autre part, Iyasou avait eu un précepteur allemand et son compagnon le plus intime, Tessema Echeté, était germanophone, d'où le rapprochement de Iyasou avec la Triplice[réf. nécessaire].
Iyasou se marie d'abord avec Romanework Mengesha, la petite fille de l'empereur Yohannes IV et nièce de Taïtou, puis avec Sabla Wangel Hailu, petite-fille du négus Tekle Haymanot du Godjam. Cependant, il semblerait[réf. nécessaire] qu'Iyassou ait eu au moins treize maîtresses et un nombre incertain d'enfants, tous prétendants au trône. Sa seule fille légitime est Imebet-Hoi Alem Tsehai Iyasou, née de la relation avec sa seconde femme. Lidj Iyasou était aussi très proche des musulmans et essaya souvent d'améliorer les relations entre les religions. Cela contrariait énormément la noblesse du Choa et surtout l'Église éthiopienne orthodoxe, craignant que le pays se convertisse à l'Islam. Une crainte renforcée lorsque Fitaourari Tekla Hawariat entendit Lidj Iyasou dire : « Si je ne fais pas de ce pays un pays musulman, je ne suis pas Iyasou ! »[réf. nécessaire].
Iyasou a tenté de rallier les régions périphériques du pays, conquises au XIXe siècle. Il y mène une active politique matrimoniale en épousant successivement des filles des chefs du Goggam, de Harar, Zayla, Gimma, etc..